# Albert Bigielman
Albert Bigielman (né le 1er novembre 1932 à Paris 12e et mort le 31 octobre 2011 à Paris 10e) est un jeune juif français de parents d'origine polonaise, déporté à l'âge de 11 ans au camp de concentration de Bergen-Belsen, qui survit à la Shoah, président de l’amicale des anciens déportés de Bergen-Belsen, auteur de l'ouvrage J’ai eu douze ans à “Bergen-Belsen” (2005).

## Biographie

### Enfance et famille
Albert Bigielman est né le 1er novembre 1932 dans le 12e arrondissement de Paris. Il est le fils de Majer (Mayer, Maier) Bigielman, né à Mogielnica en Pologne et de Fajga Bigielman (née Rajchman) née le 14 novembre 1896 à Mogielnica en Pologne. Majer Bigielman est repasseur dans un atelier de prêt-à-porter féminin.
Albert Bigielman a un frère, Henri Bigielman, né le 16 janvier 1938 à Paris.

### Seconde Guerre mondiale
Au début de la Seconde Guerre mondiale, son père, Majer Bigielman s’engage dans la Légion étrangère. Il est fait prisonnier en 1940 et passe le reste de la guerre en captivité en Allemagne au stalag 2B à Stettin.
A l'arrivée àux oflags, le questionnaire comporte la question: "religion". Il ne répond pas à la question, d'après Albert Biegelman, "sans comprendre la portée de cet acte".

### Déportation à Bergen-Belsen
Albert Bigielman décrit ainsi son arrestation et celle de sa mère :

« […] Nous avons été emmenés dans le camp de Drancy au matin du 5 février 1944. Dans la nuit du 4 au 5, les policiers français nous ont surpris, très brutalement, dans notre sommeil. Notre porte a été fracturée. La peur m’a alors saisi. Les « vaches à roulettes » [allusion aux policiers à vélo] nous ont encadrés jusqu’au commissariat central du 20e arrondissement de Paris, des locaux au rez-de-chaussée de la mairie. Il faisait un froid sec, sans neige. Au bout d’un moment dans la nuit, sont arrivés des hommes de la Gestapo qui ont voulu regarder de près la liste des personnes prises en même temps que nous dans leur coup de filet. Les Allemands se sont arrêtés sur les noms de Bigielman et fils. Ils ont dit: « qu’avec un nom pareil, ils ne pouvaient pas être juifs et que l’on pouvait les relâcher ». Mais le policier français, tout à son zèle, a répondu textuellement, en parlant de mon patronyme : « Bigielman, il est sur ma liste, je le garde. Vers sept ou huit heures du matin, des autobus de la Compagnie du Métropolitain sont venus nous chercher. […]. »

Son frère, Henri Bigielman, âgé de 6 ans, malade, n'est pas emmené par la police. Il survit à la guerre comme enfant caché.
Après avoir passé 4 mois à Drancy, Albert Bigielman est déporté par le convoi no 80, en date du 23 juillet 1944, vers le camp de concentration de Bergen-Belsen avec sa mère Fajga Bigielman (48 ans). Leur dernière adresse est au 14 rue Delaitre dans le 20e arrondissement de Paris.
Le convoi no 80 inclut des familles juives de« prisonniers de guerre » détenus dans les Stalags théoriquement couverts par les conventions de Genève. Albert Bigielman et sa mère y restent jusqu'à l'évacuation du camp.
Le 5 avril 1945, les nazis emmenent les Bigielman dans un convoi ferré d’otages, escortés par la Wehrmacht, prenant la direction de l’Est. Le 23 avril, le train est abandonné par son escorte de garde à proximité du village de Tröbitz où les détenus arrivent après 15 jours de transport. Ils sont libérés à Tröbitz le 23 avril 1945 par l’armée soviétique après 13 jours d’errance. Albert Bigielman souffre alors d'une violente crise de typhus, il reste dans le coma pendant six semaines à Tröblitz, il doit sa survie aux soins prodigués par sa mère pendant plusieurs semaines. Ils sont rapatriés par les Américains.

### Le retour à Paris
Albert Bigielman et sa mère sont rapatriés vers la France et arrivent le 25 juin 1945 à Paris.
Le 26 juin 1945 ont lieu les retrouvailles avec son père, Majer Bigielmanet son frère Henri. La famille se réinstalle dans le même appartement au 14 rue Delaitre dans le 20e arrondissement de Paris.
Albert Biegelman termine ses études au certificat d’études. À 15 ans, il commence à travailler dans la confection.

### Témoin
À l'âge de la retraite, Albert Bigielman s’inscrit à la faculté d’histoire et publie son autobiographie J’ai eu douze ans à Bergen-Belsen. Il témoigne dans les écoles.
En 1994, avec l’appui du général Bernard d'Astorg, il entreprend de faire édifier un monument à la mémoire des déportés de Bergen-Belsen au Cimetière du Père-Lachaise, et crée la même année l'amicale des anciens déportés de Bergen-Belsen, dont il devient Président,.

### Mort
Albert Bigielman meurt le 31 octobre 2011 dans le 10e arrondissement de Paris.

## Distinctions
Il est nommé chevalier de l'ordre national de la Légion d'honneur le 28 mars 1997 puis officier du même ordre le 31 décembre 2008, médaille remise par Simone Veil.

## Hommage
Son nom est donné de son vivant à une école du quartier de Ménilmontant où il avait passé son enfance, l'école maternelle Albert Bigielman, 12 rue de Ménilmontant,.

## Publication
- J’ai eu douze ans à Bergen-Belsen. Préface de Simone Weil, avant-propos de Serge Klarsfeld, postface de Laurence Bigielman. Éditions Le Manuscrit, 2005[15]